# Osvaldo Baldacci
Osvaldo Baldacci (Sassari, 5 gennaio 1914 – Roma, 20 giugno 2007) è stato un geografo italiano.

## Biografia
Si laureò presso la Facoltà di Lettere e Filosofia dell'Università La Sapienza in Roma nel 1936 con una tesi di argomento geografico, e poi in Geografia nel 1949 nello stesso Ateneo.
Insegnò presso l'Istituto Tecnico Nautico "Buccari" di Cagliari.
Fu professore ordinario di Geografia presso l'Università di Cagliari dal 1954 al 1957, presso l'Università di Bari dal 1957 al 1964, dove fu Preside della Facoltà di Magistero, e poi a Roma dal 1964 al 1984, dove venne nominato professore emerito.
Dal 1987 fu corrispondente dell'Accademia Nazionale dei Lincei.
Fu Presidente del Comitato dei Geografi italiani e consigliere della Società Geografica Italiana..
Membro della commissione scientifica per la realizzazione della Nuova Raccolta Colombiana, prese parte al comitato direttivo della Nuova Enciclopedia internazionale e del Grande Atlante Internazionale Curcio.
Il 1º novembre 1989, per raggiunti limiti di età, venne collocato in pensione.
Si occupò prevalentemente di geografia umana con particolare riguardo alla in Sardegna e poi di cartografia nautica medievale.

## Opere

### Pubblicazioni monografiche
- Ambienti geografici nella vita dei popoli , Bari
- Elementi pratici di cartografia geografica, Bari
- Geografia e cartografia in testi rimati del Medioevo, 2 voll., Bari
- Lo studio dei nomi regionali d'Italia: i nomi regionali della Sardegna, Firenze, 1935
- Osservazioni sulle dimore e sui centri abitati del Promontorio garganico, Roma, 1937
- L'Istituto nautico di Cagliari e il suo nome glorioso, Cagliari, 1939
- Metodo pratico di esercizi cartografici: per il biennio di geografia del corso superiore dei R.R. istituti nautici, Padova, 1939
- Mare sardo, Cagliari, 1940
- Una regione sarda poco nota: Sa Giara, Roma, 1940
- Sulla 'chorographia sardiniae' di Gian Francesco Fara, Cagliari, 1941
- Lo studio dei nomi regionali d'Italia, Firenze, 1945Agricoltura sarda, 1950
- Capanne agricole e pastorali nella Calabria meridionale, Napoli, 1950
- Le carte nautiche e il portolano di Bartolomeo Crescenzio, Roma, 1950
- Il paese, Firenze, 1951
- Sul limite orientale del Tavoliere, Foggia, 1951
- La casa rurale in Sardegna, Firenze, 1952
- Ricerche geografiche sulle Isole Tremiti, Roma, 1953
- La Serra: monografia antropogeografica di una regione calabrese, Roma, 1954
- L'opera geografica e cartografica di Tommaso Napoli, Cagliari, 1956
- Orbis: tutta la geografia generale e regionale, Napoli, 1956
- Ricerche sui tipi di insediamento costiero in Italia , Roma, 1956
- Intuizione antica e scienza geografica moderna: parte 1, Bari, 1961
- Il volto della terra : anno accademico 1962-1963, Roma, 1963
- Storia della geografia, Roma, 1964
- Cartografia geografica, Roma, 1966 (19692)
- Trombe marine in Italia, Roma, 1966
- Problemi antropogeografici fondamentali dell'Asia (con riferimenti all'Africa) : dispense per l'anno accademico 1967-68, Roma, 1968
- Correnti del pensiero geografico contemporaneo, Roma, 1972
- Geografia generale, Torino, 1972
- L'incidenza geografico-culturale del gruppo etnico italiano nel contesto urbano di Toronto, Roma, 1972
- Geografia : guida all'esame di concorso a cattedre, Brescia, 1974
- Geografia generale, Torino, 1974
- Geocartografia, Roma, 1981
- Perché la geografia, Roma, 1981 (19854)
- Geografia delle geografie : schemi, Roma, 1982
- Il  pensiero geografico, Brescia, 1985
- Documenti geocartografici nelle biblioteche e negli archivi privati e pubblici della Campania. Vol. 1: Le raccolte dell'Archivio abbaziale di Cava dei Tirreni, del Museo del Sannio in Benevento, degli Archivi privati Caracciolo di Brienza e Caracciolo di Santo Bono depositati presso l'Archivio di Stato di Napoli, Firenze, 1986
- Documenti geocartografici nelle biblioteche e negli archivi privati e pubblici della Toscana, vo.1. Introduzione allo studio delle geocarte nautiche di tipo medievale e la raccolta della Biblioteca comunale di Siena, Firenze, 1987
- Roma e Cristoforo Colombo, Firenze, 1992

### Estratti
- I fondamenti geografici dello sviluppo di Iglesias, in Studi sardi, a. 5, n. 1-2, 1941
- Termini geografici dialettali sardi: primo contributo, in Bollettino della Reale società geografica italiana, vol. 6 (ago.-set. 1941), n. 8-9
- Ricerche sulla morfologia della gola di Domora, San Severino Marche, in L'universo, a. 23, n. 1 (gen. 1942)
- Termini geografici dialettali sardi: secondo contributo, in Bollettino della Società geografica italiana, vol. 7 (set.-ott. 1942), n. 5
- La fortezza di Calvi: (una pagina di geografia militare nel sec. 14.), in  Archivio storico di Corsica, 20 (1943), n. 1-4.
- Considerazioni sulla geografia dell'alimentazione, in Bollettino della Società geografica italiana, (1954) n. 11-12.
- Le Isole Ponziane, in Memorie della società geografica italiana, v. 22.
- Marmitte di abrasione a Ventotene, in Atti del 16. Congresso geografico italiano, Padova-Venezia, 20-25 aprile 1954
- Sul carsismo di superficie nel ripiano di S. Giovanni Rotondo: promontorio garganico, in Bollettino della Società geografica italiana, s. 8, vol. 3 (lug.-ott. 1950)
- Appunti sulla carta della Sardegna di Sigismondo Arquer, in Bollettino della Società geografica italiana, vol. 4 (nov.-dic. 1951)
- Nota introduttiva alla lettura delle carte topografiche con costruzione Gauss-Boaga e con quadrettatura chilometrica, in Bollettino della Società Geografica Italiana, serie 8, vol. 4, Gennaio-Aprile 1951
- La Geografia nella scuola secondaria, in Atti del 22. congresso geografico italiano, Salerno, 1975
- Ulteriori contributi alla biografia di Bartolomeo Crescenzio durante la sua permanenza nel Polesine, in Atti del 16. Congresso geografico italiano, Padova-Venezia, 20-25 aprile 1954.
- L'escursione della Società geografica italiana alle isole ponziane e partenopee: 23-26 aprile 1955, in Bollettino della Societa geografica italiana, s. 8, vol. 8 (1955), n. 6-8
- La salina di Tarquinia, in Bollettino della Società geografica italiana, giugno-agosto 1956.
- La casa rurale nel Gargano, in Bollettino della Società geografica italiana, n. 11-12 (1957)
- Per una sistematica ricognizione speleologica nel Gargano, in Bollettino della Società geografica italiana, n. 9-10 (1957)
- Recenti trasformazioni del paesaggio umano nell'Italia meridionale, in Atti del 17. Congresso geografico italiano, Bari, 23-29 aprile 1957, v. 2.
- La Sardegna nella Tabula Peutingeriana, in Studi sardi, a. 14-15 (1955-57).
- I tipi d'impresa nell'agricoltura della Sardegna, in Bollettino della Società geografica italiana, n. 6/8 (1958).
- Alcune considerazioni geografiche sulla storia della Sardegna, in Studi storici in onore di Francesco Loddo Canepa., 1959
- Notizia su un atlantino manoscritto del Regno di Napoli conservato nella Biblioteca Nazionale di Bari, Annali della Facoltà di Magistero presso l'Università di Bari. Vol. 1, 1960
- 14: Puglia, in Le regioni, Utet, 1962 (19722)
- Roberto Almagia (1884-1962), in Bollettino della Società geografica italiana, n. 7-8 (1962)
- La individualità geografica del Salento, in Scritti geografici in onore di Carmelo Colamonico, 1963
- L'Unita geografica del Mediterraneo, in Annali della Facoltà di Magistero dell'Università di Bari. Vol. 3., 1962-63
- Un sessantennio di ricerca geografica italiana, in Un sessantennio di ricerca geografica italiana, vol. 26 (1964)
- Ecumeni ed emisferi circolari, in Bollettino della Società geografica italiana", 1- 3, 1965
- I quattro cerchi e le tre croci in Par. I 38, in Cultura neolatina, fasc. 1-2, vol. 25. (1965)
- I recenti contributi di studio sulla geografia dantesca , in Cultura e scuola, n. 13-14, gen.-giu. 1965
- Alcuni problemi geografici di esegesi dantesca, in Bollettino della società geografica italiana, ser. 9., n. 7, 1966
- La Sicilia dantesca tra geografia e allegoria, in Dante e la Magna Curia, Atti del Convegno di Studi, Palermo, Catan__ia, Messina, 7-11 nov.1965
- Paesaggio nuovo del tavoliere di Puglia , in L'universo, anno 47, n. 1, 1967
- Toponomastica e geografia in Italia, in Cultura e scuola, 28 (1968)
- Nel quarto centenario della pubblicazione del 'Theatrum Orbis Terrarum' di Abramo Ortelio, in Annali di ricerche e studi di geografia, A. XXVII, N. 1 (gen.-mar. 1971)
- Le scienze della terra e la geografia, in Cultura e scuola, 1971, n. 39 (luglio-settembre)
- L'opera geografica di Giuseppe Caraci, in Rivista geografica italiana, fasc. 1, a. 79 (1972)
- Una carta geografica seicentesca della Sardegna in redazione spagnola, in Rivista geografica italiana, annata LXXX, fasc. IV - Dicembre 1973
- Osservazioni sull'emigrazione calabrese, Roma : Istituto Grafico Tiberino, 1973
- La Cartonautica medioevale precolombiana, in Atti del Convegno Internazionale di Studi Colombiani. Genova, 13 e 14 ott.1973
- La Cartonautica moderna marittima e aerea, Cultura e scuola - n.49-50, genn.giu.1974
- Entropia geografica della Marche e polarizzazione costiera, in Studi maceratesi, 16 La fascia costiera della Marca. Atti del 16. __Convegno di Studi Maceratesi. Civitanova Marche, 29-30 nov. 1980
- Recenti traguardi della ricerca geografica, in Cultura e scuola, n. 77, gennaio/marzo, 1981
- Seneca scienziato, in Letteratura comparate, problemi e metodo: studi in onore di Ettore Paratore, Bologna : Paton, 1981
- La geografia e le scienze della terra, in Cultura e scuola, n. 95, luglio/settembre 1985
- Geografia tra pedagogia e didattica, in Cultura e scuola, n. 93, gennaio/marzo 1985
- La storia della cartografia in Italia dopo Roberto Almagia, in Rivista Geografica Italiana, 92 (1985)
- Per una enciclopedia colombiana, in Cultura e scuola n. 109, genn.-marzo 1989
- La Terra sferica in prosa e rime toscane (sec.XIII-XV), in Cultura e scuola - n.114, aprile-giugno 1990
- Medaglioni di geografi Lincei del secolo 20., in Atti della Accademia Nazionale dei Lincei, anno 396 - 1999, Classe di Scienze Morali, Storiche e Filologiche. Rendiconti, serie 9, volume 10, fascicolo 1
- Ancora parlando con Mario Ortolani dell''invisibile' , in Scritti geografici in ricordo di Mario Ortolani, Roma, 1999
- Dante lettore di geocarte e portolani, in Atti della Accademia nazionale dei Lincei, cl. di scienze morali storiche e filologiche, Rendiconti, sr. 9., v. 12 (2001)

## Onorificenze
Medaglia d'oro per i Benemeriti della Scuola, della Cultura e dell'Arte
Grande Ufficiale dell'Ordine al Merito della Repubblica Italiana

## Biblioteca personale
La Biblioteca personale è conservata presso la Biblioteca Giorgio Aprea- CSB di Area Umanistica dell'Università degli studi di Cassino e del Lazio Meridionale.
Gli eredi concordarono la donazione con un gruppo di geografi del Laboratorio di Valorizzazione territoriale del Dipartimento di Filologia e Storia dell'Ateneo Cassinate. Il fondo è costituito da circa 1000 volumi, tra cui tutti gli Atti della Società geografica italiana, molti periodici di geografia generale, geografia per le scuole, e opere di cartografia.
Il fondo è stato interamente catalogato e collocato con sigla DOB in 'apposita aula sullo stesso piano del Laboratorio.